# مانسيانو
مانسيانو هي كومونا تقع في الجزء الجنوبي من مقاطعة غروسيتو، توسكانا، في قلب إيطاليا. يبلغ عداد السكان فيها حوالي 7200 نسمة.
تبعد مانسيانو 18 كيلومتر (11 ميل) جنوبي غرب بيتيجليانو و 40 كيلومتر (25 ميل) شمال شرق اوربيتيلو.

## تاريخ

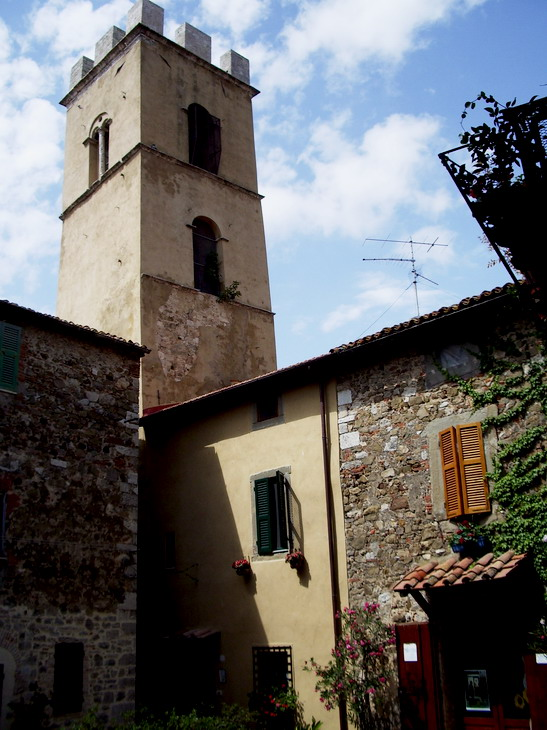
توري دي سان لورينزو.

كانت مانشيانو ذات يوم أحد أهم الاسواق لمنطقة وديان ألبيجنا وفيورا، مع وجود معقل تم تسجيله بالفعل في القرن الثاني عشر. ترك احتلال قصير لسيينا (1419-1455) المدينة حصنًا مهيبًا تم بناؤه حوالي عام 1424.

## المعالم السياحية الرئيسية
أكثر المواقع اهمية في الكومونا هو ساتورنيا، وهي مدينة إتروسكان بالغة القدم ذات أسوار من العصور الوسطى، وبقايا طريق روماني، وقد اشتهرت بالينابيع الحرارة التي يعود تاريخها إلى العصر الروماني ولا تزال تستخدم حتى يومنا هذا. يُعرف الكومون أيضًا لطلاب العصور القديمة المتأخرة على أنه المكان الذي تم فيه العثور على طبق الفضة الشهير لأردابور أسبر، القنصل عام 434 (في فوسو كاستيون، خور بالقرب من مارسيليانا).
يوجد وسط مدينة فرازيوني مونتيميرانو المبني بكثافة، والذي يتوج ببرجها المائل في سان لورينزو ، داخل أسواره القديمة. أصبح (Montemerano) مركز قوة لـ (Signori dei Baschi)، الذي احتل على الكوميون . تم تكريس كنيسة القرن الثالث عشر إلى سان لورينزو؛ بقيت اللوحات الجدارية على جدرانها، وهي لوحات متعددة الألوان للفنان السيني سانو دي بيترو. وعلى مسافة ليست بالبعيدة، تقع كنيسة مادونا ديل كاستوزو في الريف المفتوح.

## فرازيوني
تتكون الكومونا من مقر بلدية مانسيانو وقرى (فرازيوني) مارسيليانا ومونتيميرانو وبوديري دي مونتيميرانو وبوجيو كابان وبوجيو موريلا وسان مارتينو سول فيورا وساتورنيا.

## روابط خارجية
- Montemerano.info